# Santa Maria della Salute a Primavalle (titre cardinalice)
Le titre cardinalice de Santa Maria della Salute a Primavalle (Notre-Dame de la Santé à Primavalle) est institué le 29 avril 1969 par le pape Paul VI.
Le titre cardinalice est attribué à un cardinal-prêtre et rattaché à l'église Santa Maria della Salute a Primavalle (it) dans le quartier Primavalle dans le nord-ouest de Rome.

## Titulaires
- George Bernard Flahiff, c.s.b. (1969-1989)
- Antonio Quarracino (1991-1998)
- Jean Honoré (2001-2013)
- Kelvin Edward Felix (2014-2024)
- Frank Leo (depuis 2024)

## Sources
- (it) Cet article est partiellement ou en totalité issu de l’article de Wikipédia en italien intitulé « Santa Maria della Salute a Primavalle (titolo cardinalizio) » (voir la liste des auteurs).